# Mazda MX-30
De Mazda MX-30 is een elektrische auto van SUV-klasse. Het voertuig wordt gemaakt door autoproducent Mazda uit Japan, en is sinds 2020 in Nederland leverbaar. De auto is een elektrische variant op de Mazda CX-30.

## Specificaties[2]

### Vervoer
De auto biedt 5 zitplaatsen, waarvan 2 geschikt zijn voor Isofix-kinderzitjes. Er is standaard 366 liter kofferbakruimte beschikbaar, die uitgebreid kan worden tot maximaal 1171 liter. Het voertuig is niet voorzien van een trekhaak. 

### Accu
De auto heeft een 35,5 kWh grote tractiebatterij waarvan 30 kWh bruikbaar is. Dit resulteert in een WLTP-gemeten actieradius van 200 km, wat neerkomt op 170 km in de praktijk. Het gehele accupakket weegt ongeveer 310 kg. 

### Opladen
De accu van de auto kan standaard worden opgeladen via een Type 2-connector met laadvermogen van 6.6 kW door gebruik van 1-fase 29 ampère, waarmee de auto in 5,5 uur van 0 % naar 100 % geladen kan worden. Bij gebruik van een snellader met een CCS-aansluiting kan een laadsnelheid van maximaal 37 kW worden bereikt, waarmee de auto in minimaal 39 minuten van 10 % naar 80 % geladen kan worden, wat neerkomt op een snellaadsnelheid van 180 km/u. 

### Prestaties
De elektronische aandrijflijn van de auto kan 105 kW of 143 pk aan vermogen leveren, waarmee de auto met 265 Nm koppel in 9,7 seconden kan optrekken van 0 naar 100 km/u. De maximale snelheid die bereikt kan worden is ongeveer 140 km/u. 

## Galerij

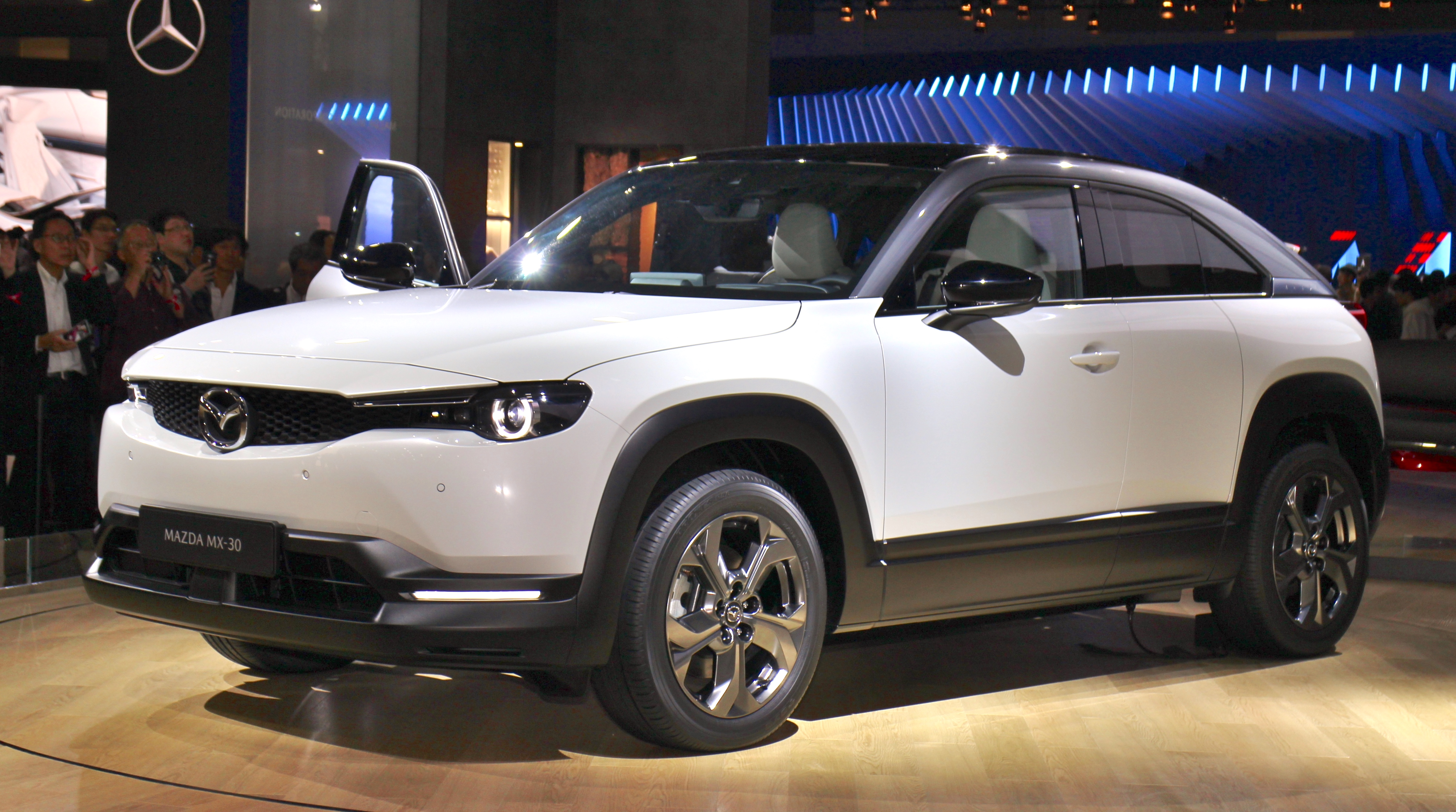
Voorzijde
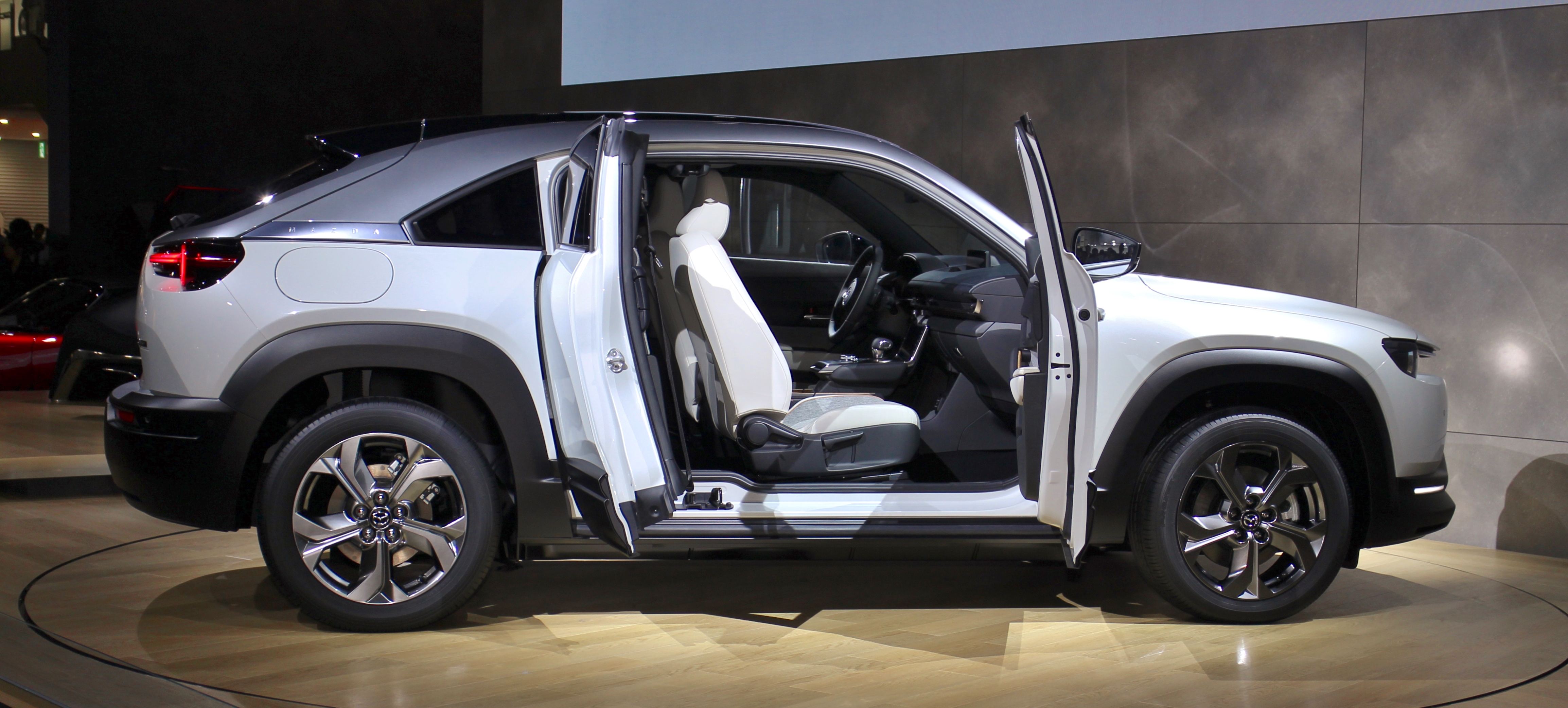
Zijkant
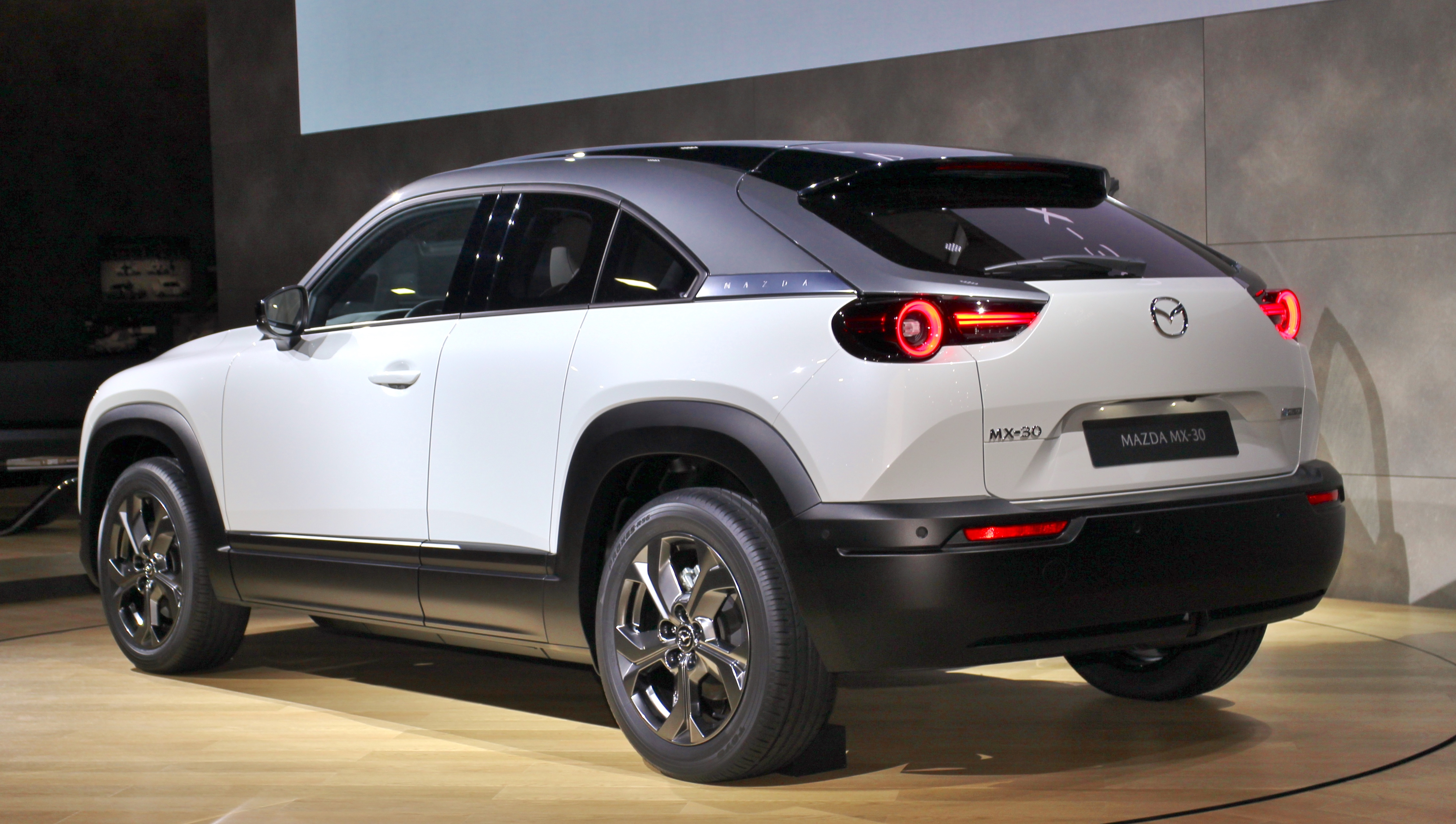
Achterzijde